# Aleksandra Wołczak
Aleksandra Wołczak (ur. 13 lutego 2003) – polska lekkoatletka specjalizująca się w biegach sprinterskich i płotkarskich. Medalistka mistrzostw Polski. Reprezentantka Polski na Mistrzostwach Europy Juniorów Tallinn 2021 oraz na Mistrzostwach Świata juniorów Cali 2022.

## Osiągnięcia
Opracowano na podstawie:
| Rok  | Impreza                     | Miejsce | Konkurencja      | Pozycja    | Wynik   |
| ---- | --------------------------- | ------- | ---------------- | ---------- | ------- |
| 2021 | Mistrzostwa Europy juniorów | Tallinn | sztafeta 4×400 m | eliminacje | 3:41,90 |

Rekordy życiowe:
- bieg na 400 metrów – 53,86 (17 lipca 2022, Maribor);
- bieg na 400 metrów przez płotki – 58,03 (9 czerwca 2022, Suwałki).